# Kámen mudrců (Larsen)
Kámen mudrců (v originále De Vises Sten) je román dánského autora Johannese Ankera Larsena.

## Děj
Románové vyprávění rozvíjí životní cestu dvou hlavních hrdinů – Jana Dahla a Kristiana Barnese, mladých studentů vyrůstajících na dánském venkově a hledajících smysl života.
Oba hrdinové se vydávají studovat teologii do Kodaně, křesťanství je ale nedokáže uspokojit. Kristian se vydává za oceán, kde se všemožně protlouká. Jan se snaží najít vnitřní integritu v konfrontaci s dalšími duchovními tradicemi. Setkává se s buddhismem a stane se aktivním teosofem.

## Vznik a pozadí románu
Roku 1923 vypsalo nejvýznamnější dánsko-norské nakladatelství Gyldendal soutěž o nejlepší dosud nepublikovaný skandinávský román. Anker Larsen přihlásil do soutěže svůj rukopis, jenž léta předtím zpracovával.

## Reflexe
Z románu, resp. jeho předmluvy, se zdá, že nese autobiografické rysy. Bývá řazen k nejznámějším Larsenovým dílům.

## Česká vydání
Anker Larsen: Kámen mudrců, Praha: Avatar, 2020 (dotisk vydání z r. 1999), 472 s.